# Abarema barbouriana
Abarema barbouriana é uma espécime de legume do gênero Abarema da família Fabaceae.

## Sinônimos
- Pithecellobium barbourianum Standl.
- Pithecellobium fanshawei Sandwith
- Pithecolobium barbourianum Standl.